# Listă de conducători de stat în anul 1 d.Hr.

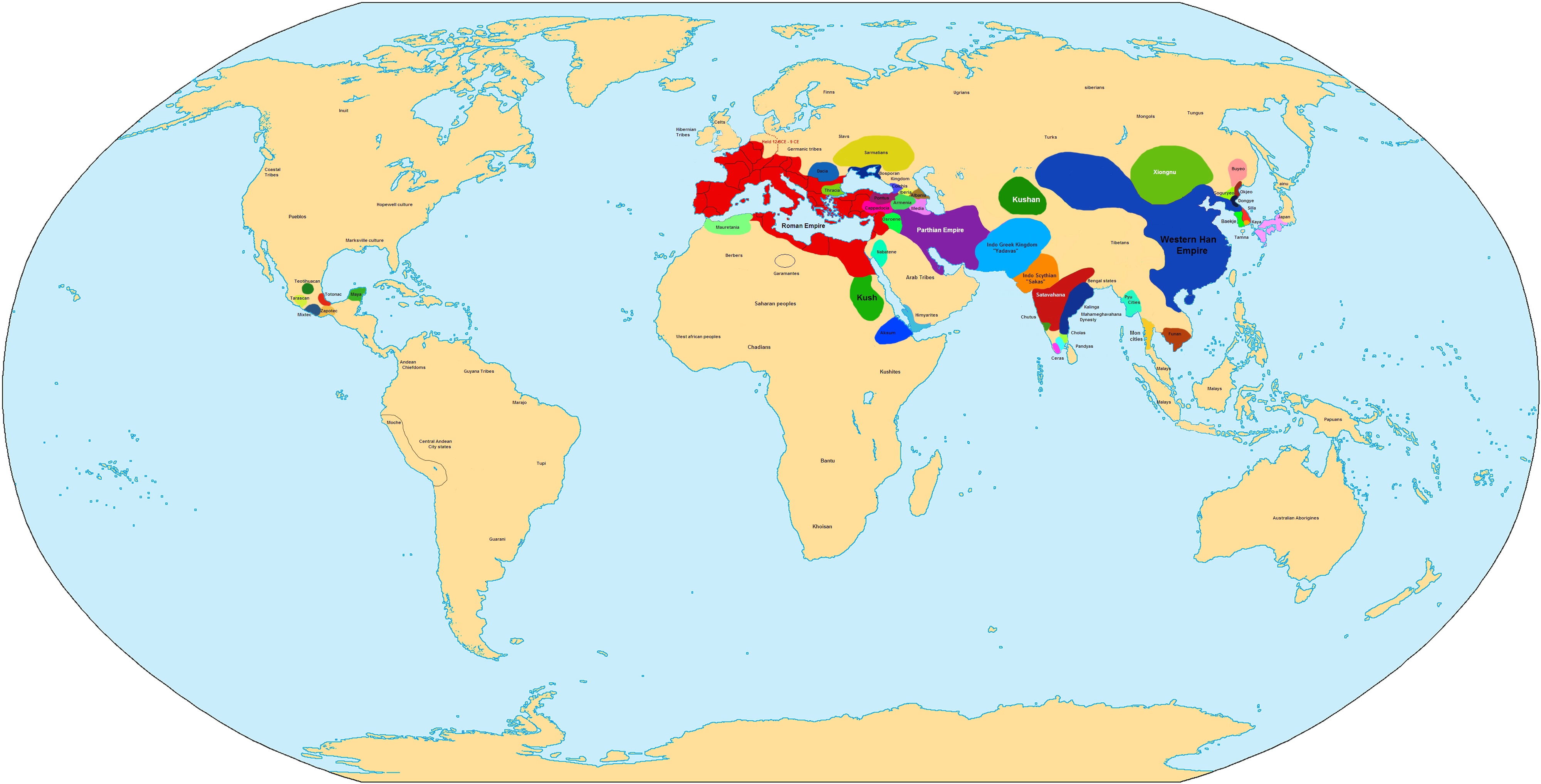
Lumea în anul 1d.Hr..

Aceasta este o listă de conducători de stat în anul 1:

## Africa

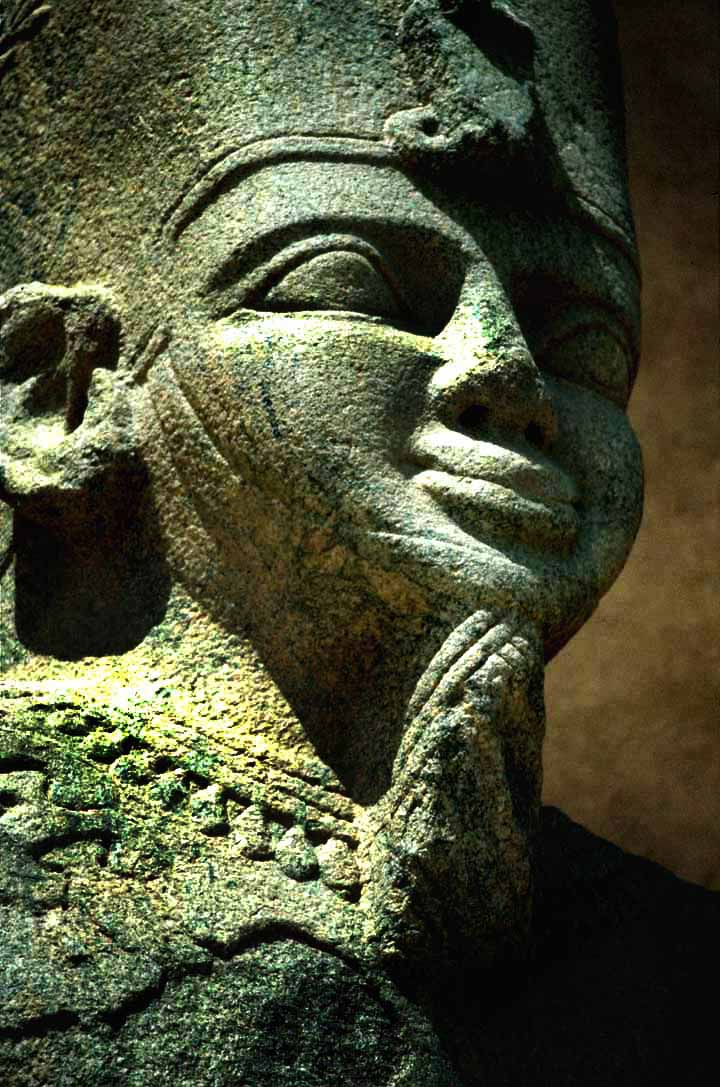
O statuie a unui rege numibian, se consideră că îl înfăţişează pe Natakamani.

- Kush – Natakamani, Rege al Regatului Kush[1] (1 î.Hr.–20)[2][3]
- Mauretania – Juba al II-lea, Rege al Mauretaniei (25 î.Hr.–23)

## Asia
- China – Ping, Emperor of China (1 BC – AD 5)
- Japonia (legendar) – Suinin, împărat al Japoniei (29 BC–AD 70)
- Corea –
  - Baekje – Onjo, Rege de  Baekje (18 BC– AD 28)
  - Dongbuyeo – Daeso, Rege de Dongbuyeo (7 BC– AD 22)
  - Goguryeo – Yuri, Rege de Goguryeo (19 BC– AD 18)
  - Silla – Bak Hyeokgeose, Rege de Silla (57 BC– AD 4)
- Imperiul Kasan – Heraios, Rege al Imperiului Kush (c. 1 – 30)

## Europa
- Atena

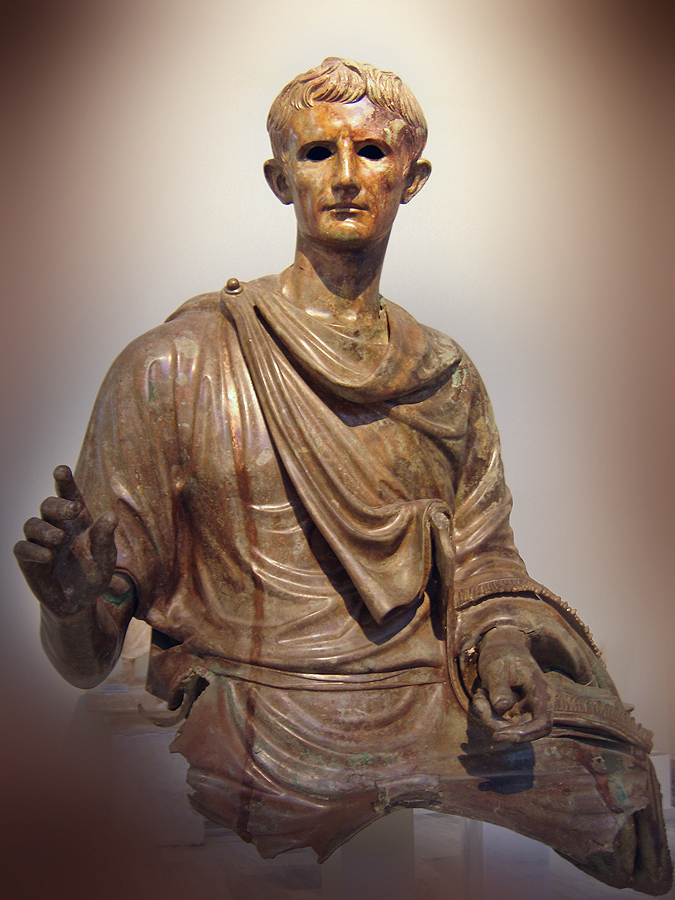
Augustus, Împărat roman (27 î.Hr.–14)

  - Anaxagoras, Archon al Atenei (1 î.Hr.–1 d.Hr.)
  - Areius Paianieus, Archon of Athens (1–2)
- Atrebates – Tincomarus, King of the Atrebates (20 î.Hr.–8)
- Regatul Bosporan – Tiberius Julius Aspurgus, Roman client King of Bosporus (8 î.Hr.–38)
- Catuvellauni – Tasciovanus, King of the Catuvellauni (20 î.Hr.–9)
- Iberia Caucaziană
  - Arshak II, King of Caucasian Iberia (20 î.Hr.–1 d.Hr.)
  - Aderk, King of Caucasian Iberia (1–30)
- Irlanda – Crimthann Nia Náir, High King of Ireland (8 î.Hr.–9)
- Marcomanni – Marbod, King of the Marcomanni (9 î.Hr.–19)
- Regatul Odrisian – Rhoemetalces I, Odrysian King of Thrace (12 î.Hr.–12)
- Imperiul Roman (Principate – Julio-Claudian dynasty)
  - Augustus, împărat roman (27 î.Hr.–14)
  - Gaius Caesar, Consul (1)
  - Lucius Aemilius Paullus, Consul (1)
  - Marcus Herennius Picens, Consul suffectus (1)
  - Provincia Siria – Gaius Caesar, Prefect roman  (1 î.Hr.–4)

## Asia Mică
- Armenia
  - Tigranes IV, King of Armenia (8 BC–5 BC, 2 BC–2 AD, 6–11)
  - Erato, Queen of Armenia (8 BC–5 BC, 2 BC–2 AD, 6–11)
  - Ariobarzan of Atropatene, Roman candidate King of Armenia (1 BC–2 AD)
- Cappadocia – Archelaus, King of Cappadocia (36 BC–17 AD)
- Characene – Attambalos II, King of Characene (17 BC–9 AD)
- Commagene – Antiochus III, King of Commagene (12 BC–17 AD)
- Iudeea
  - Herod Archelaus, Roman client Ethnarch of Judaea (4 BC–6 AD)
  - Herod Antipas, Tetrarch of Galilee (4 BC–39 AD)
  - Herod Philip I, Tetrarch of Batanaea (4 BC–34 AD)
  - Herod Philip II, Tetrarch of Ituraea and Trachonitis (4 BC–34 AD)
  - Hillel the Elder, Nasi of the Sanhedrin (31 BC–9 AD)
- Nabatea – Aretas IV Philopatris, King of Nabatea (9 BC–40 AD)
- Osroene – Abgar V of Edessa, King of Osroene (4 BC–7 AD, 13–50)
- Imperiul Parților
  - Phraates V, Great King (Shah) of Parthia (2 BC–4 AD)
  - Musa, Great Queen (Shah) of Parthia (2 BC–4 AD)
- Pontus – Pythodorida, Queen of Pontus (8 BC–38 AD)